# Майя Дерен
Елео́нора Деренко́вська, псевдонім Ма́йя Де́рен (англ. Maya Deren, 29 квітня (12 травня) 1917, Київ — 13 жовтня 1961, Нью-Йорк) — українсько-американська режисерка та акторка незалежного кіно, хореографка, етнографка, поетеса, фотографка, танцюристка, теоретикиня авангарду.

## Життєпис
Народилася 29 квітня (12 травня) 1917 року в Києві у сім'ї психіатра Соломона-Давида Деренковського та акторки Гітель-Малки (Марії), до шлюбу Фідлер; названа на честь італійської акторки Елеонори Дузе.
1922 року разом з батьками переїхала з України до США. Мешкала та навчалася в Сірак'юсі, штат Нью-Йорк. Належала до кола троцькістської молоді (її батько симпатизував Троцькому). Згодом навчалася в Нью-Йоркському університеті, де здобула ступінь бакалавра політології. 1935 року одружилася з Ґреґорі Бардеком, з яким розлучилася 1939 року.
На початку 1940-х співпрацювала з видатною американською балериною та хореографкою, родоначальницею «чорного танцю» Кетрін Данем, була її особистою секретаркою; під її впливом звернулася до вивчення африканських та гаїтянських ритуалів.
1943 року одружилася з чеським авангардним фотохудожником і кінорежисером Александром Гакеншмідом, в якого навчилася основ кіно. Разом вони почали знімати фільми на 16-міліметрову плівку (Александр був оператором, Елеонора — сценаристкою та акторкою). Того ж року взяла псевдонім Майя Дерен (ім'я — від народу майя, прізвище — скорочення власного). В ці роки вона спілкувалася з Андре Бретоном, Марселем Дюшаном, Джоном Кейджем, Анаїс Нін, Ґреґорі Бейтсоном, Ентоні Тюдором.
Невдовзі розлучилася. 1947 року стала першою лауреаткою премії Ґуґґенгайма за творчу працю в кіно, стипендію від якої вклала в кіно, завершивши «Медитацію насильства», і вирушила на острів Гаїті, аби безпосередньо відчути вудуїстські ритуали. Досить швидко Майя Дерен стала однією з посвячених, її допустили до участі в церемоніях. Тричі в 1947—1954 роках вона відвідувала Гаїті. За цей час зняла два фільми та величезну кількість додаткового кіноматеріалу й написала одну з найдокладніших книг про цю культуру — «Божественні Вершники: Живі Боги Гаїті».
В кінці 1950-х рр. заснувала Фундацію творчого кіно з метою підтримки незалежних режисерів.
Померла від крововиливу в мозок, що пов'язують із вживанням амфетамінів з початку 1940-х. Прах Майї Дерен розвіяно над рікою Фудзі.

## Творчість
Найбільш відома короткометражна стрічка Дерен «Колиска відьом» (1943; саундтрек було додано пізніше), 1947 року її було удостоєно Міжнародним призом за експериментальний фільм у Каннах.
Кінематограф Майї Дерен критика визначає як «поетичну психодраму», «кіно трансу». Сюжету в її короткометражках немає; завдання зображення — завдяки грі світла, тіні, дзеркал і анфілад, зміни гострих оптичних ракурсів, вивіреного церемоніального ритму вивести глядача за межі реального простору та часу, занурити в стан гіпнотичної завороженості. Зазвичай знімалася у власних фільмах сама, знімала друзів та близьких (Гакеншміда, Дюшана, Кейджа, Анаїс Нін).
Від самого початку критикувала Голлівуд за його монополію на американське кіно, за залежність від глядача та від грошей. Дерен вважала, що кіно має бути вільним і дешевим, що необов'язково ліпити неймовірні декорації, коли можна вести діалог із глядачем досить стриманими засобами.
Творчий почерк Майї Дерен, пов'язаний із зображувальними та кінематографічними експериментами Жана Кокто, передбачив кіно американського андеґраунду (Стен Брекідж, Йонас Мекас, Кеннет Енґер, Дж. Сміт), вплинув у майбутньому на фільми Девіда Лінча.
1986 року Американський кіноінститут заснував премію імені Майї Дерен.

## Фільмографія
- Полуденні сіті (англ. Meshes of the Afternoon, 1943)
- Колиска відьом (англ. Witches Cradle, 1943)
- На землі (англ. At Land, 1944)
- Вправа з хореографії на камеру (англ. A Study in Choreography for Camera, 1945)
- Ритуал у трасфігурованому часі (англ. Ritual in Transfigured Time, 1945—1946)
- Гаїтянська зйомка (англ. Haitian film footage, 1947—1954)
- Медитації на насильство (англ. Meditation on Violence, 1948)
- Медуза (англ. Medusa, 1949)
- Ансамбль для сомнабулістів (англ. Ensemble for Somnabulists, 1951)
- Саме око ночі (англ. The Very Eye of Night, 1952—1955)
- Зйомка хайку (лат. Haiku footage, 1959—1960)
- Божественний вершник — Примари Гаїті (англ. Divine Horsemen — The Ghosts of Haiti, 1978, змонтовано після її смерті)